# Hutita
Hutita – wieś w Estonii, w prowincji Võru, w gminie Sõmerpalu.